# Cuora galbinifrons
La tartaruga scatola indocinese (Cuora galbinifrons Bourret, 1940) è una rarissima specie di tartaruga della famiglia dei Geoemididi.

## Descrizione
Il carapace non supera i 200 mm di lunghezza, è bombato e presenta un complesso pattern di colorazione, con fasce giallastre, crema o arancio alternate a bandeggi e striature marrone scuro. Il piastrone è suddiviso in due lobi dalla cerniera tipica delle testuggini «scatola» e gli scuti anali sono privi di una netta intaccatura. La testa presenta un'irregolare livrea giallo-crema e grigia.

## Distribuzione e habitat
C. galbinifrons è distribuita nella porzione della penisola indocinese che si affaccia sul golfo del Tonchino (la provincia cinese di Guangxi, il Vietnam settentrionale e parte del Laos) e sull'isola di Hainan. È considerata, all'interno del genere Cuora, una delle specie più terrestri, in grado di resistere senz'acqua per lunghi periodi. Predilige boschi, foreste e arbusteti montani.

## Biologia
La dieta è tendenzialmente carnivora (invertebrati), sebbene sia integrata con piante e frutta.

## Conservazione
Anche questa specie è fortemente minacciata dalla perdita e dall'alterazione dell'habitat. Il commercio finalizzato all'alimentazione, alla terraristica e alla medicina tradizionale cinese pone ulteriormente a rischio la sopravvivenza di C. galbinifrons.